# Портилло, Майкл
Майкл Дензил Хавьер Портилло (англ. Michael Denzil Xavier Portillo; род. 26 мая 1953, Буши, Хартфордшир) — британский политик и журналист, член кабинета Джона Мейджора, ведущий программ BBC.

## Биография

### Ранние годы
Сын испанского аристократа и участника Гражданской войны в Испании Луиса Габриэля Портильо (Luis Gabriel Portillo), эмигрировавшего в Великобританию, и уроженки Шотландии Коры Уолдгрейв Блайт (Cora Waldegrave Blythe).
В 1975 году с отличием окончил колледж Питерхаус Кембриджского университета, где изучал историю, и некоторое время работал в судоходной компании.

### Политическая карьера
В 1976—1979 годах работал в Исследовательском департаменте Консервативной партии (Conservative Research Department), в 1979—1981 годах — советник министра энергетики Дэвида Хауелла, в 1981—1983 годах — консультант в нефтяной промышленности, советник министра торговли Сесила Паркинсона и канцлера Найджела Лоусона в 1983—1984 годах. В 1983 году предпринял неудачную попытку избрания в Палату общин в избирательном округе Бирмингем Перри Барр (Birmingham Perry Barr). В 1984 году победил на дополнительных выборах в избирательном округе Энфилд Саутгейт (Большой Лондон) и сохранял за собой это место до поражения на выборах в 1997 году. В 1999 году после смерти Алана Кларка победил на дополнительных выборах в его округе Кенсингтон и Челси (также в Большом Лондоне). В 2000—2001 годах был теневым канцлером Казначейства.
С 11 апреля 1992 по 20 июля 1994 года Портилло занимал должность главного секретаря Казначейства в кабинете Джона Мейджора, с 20 июля 1994 по 5 июля 1995 года — министра занятости, с 5 июля 1995 по 5 мая 1997 года — министра обороны. Проиграл в своём округе в ходе парламентских выборов 1997 года и утратил место в парламенте, а также шансы стать преемником Джона Мейджора на посту лидера Консервативной партии.
На парламентских выборах 2001 года Портилло победил в своём округе с результатом 54,4 % голосов (в 1999 году он получил 56,4 %).
После поражения консерваторов на этих выборах лидер партии Уильям Хейг ушёл в отставку, и состоялись выборы его преемника. Портилло победил в первом туре голосования 10 июля 2001 года и во втором 12 июля. В третьем туре 17 июля Кеннет Кларк получил 59 голосов, Иан Дункан Смит — 54, а Портилло — 53. В соответствии с регламентом он выбыл из следующих туров голосования, и новым лидером партии стал Иан Дункан Смит.
Портилло отказался от участия в выборах 2005 года и оставил политическую деятельность.

### Журналистская карьера
После поражения на выборах 1997 года Портилло занялся журналистикой: вёл колонку в The Scotsman, политическую программу на Channel 4 под названием Portillo’s Progress и программу о железнодорожных путешествиях Great Railway Journeys на BBC 2, а также вёл на радио программы о Вагнере и Испанской гражданской войне. После второго ухода из политики в 2005 году делал телевизионные программы BBC 2, в том числе Art That Shook the World: Richard Wagner’s Ring. Ещё в 2003 году начал на BBC 1 еженедельную дискуссионную политическую программу This Week вместе с Эндрю Нилом и Дайан Эббот. С 2004 года вёл еженедельную колонку в газете The Sunday Times.

### Деловая карьера
С сентября 2002 по май 2006 года являлся членом совета директоров британской оборонной компании BAE Systems, с февраля 2006 года входит в совет директоров американской нефтегазовой корпорации Kerr-McGee.

## Личная жизнь
Портилло с 1982 года женат на Кэролин Иди (Carolyn Eadie), хотя делал публичные заявления о наличии у него опыта гомосексуальных отношений в молодости. Также пресса обсуждает его возможные романы, наличие которых он сам отрицает.

## В культуре

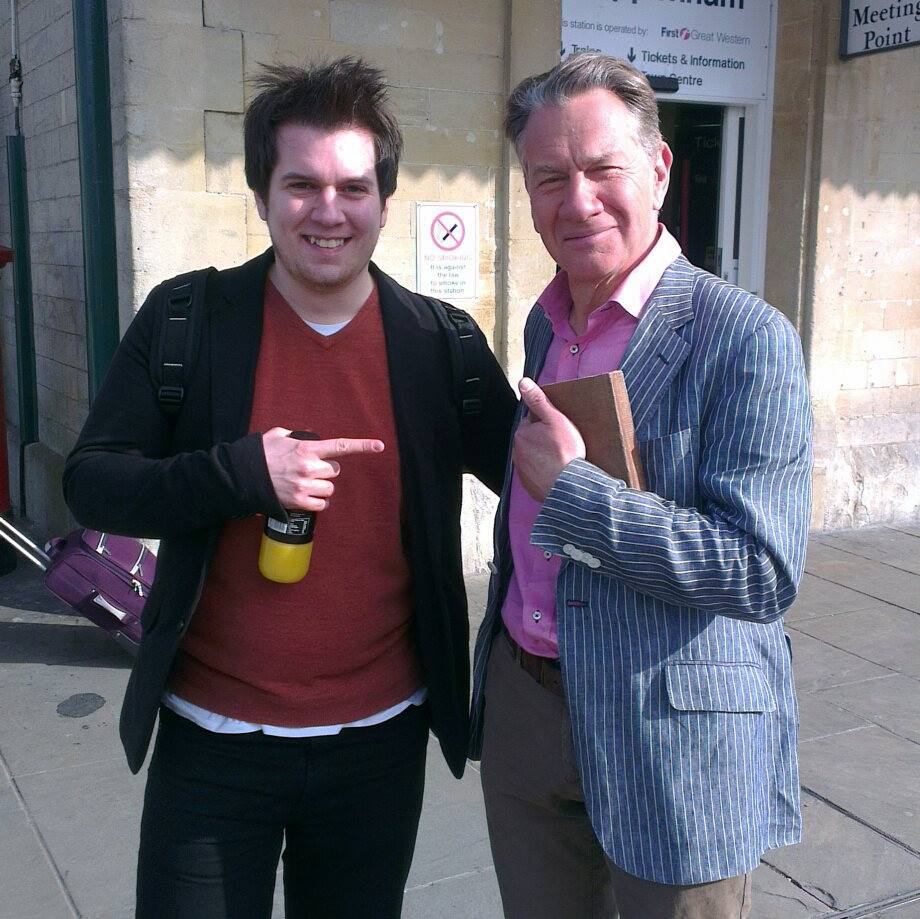
Майкл Портилло со своим фаном в Чиппенхэме (2014 год)

Внезапное поражение Портилло на выборах 1997 года, когда он уступил малоизвестному лейбористу Стивену Твиггу, было воспринято как политическая сенсация и первый признак грядущего поражения консерваторов. В результате в английский язык вошло новое идиоматическое выражение «Portillo moment», которое означает резкое изменение политических настроений в обществе.
В своих мемуарах Маргарет Тэтчер упоминает Майкла Портилло дважды. По её словам, в 1979 году он, будучи сотрудником CRD, готовил для неё предварительную информацию перед пресс-конференциями в ходе её первой победной предвыборной кампании как лидера Консервативной партии, и она уже тогда оценила его способности и сочла, что он должен и может сделать хорошую политическую карьеру. Описывая события, связанные с её отставкой в 1990 году, Тэтчер называет Портилло в числе тех, кто уговаривал её не делать этого шага, и следующим образом описывает его позицию:

Вне всякого сомнения, он был пламенным сторонником всех идей, которые мы отстаивали.
Оригинальный текст (англ.)– He was beyond any questioning a passionate supporter of everything we stood for.
— 